# Souboj na talíři
Souboj na talíři je kuchařská reality show kterou vysílá TV Nova od roku 2021.

## Popis
Trojice kuchařů (Radek Kašpárek, Jan Punčochář, Přemek Forejt) vyrazila po krásných místech. Diváci se mohou těšit celkem na třináct míst, kde objevují skvělou lokální kuchyni z lokálních surovin.

## Průběh
Na začátku každého dílu všichni tři kuchaři u vína rozebírají předchozí výlet a losují, kdo bude další zadavatel. Na místě, které zadavatel vybral, je odhaleno hlavní jídlo a zbylí dva kuchaři musí dané jídlo uvařit. Duel vyhraje ten, kdo získá na konci více hlasů od lidí, kteří jídla ochutnali. Ten, kdo prohraje, musí splnit trest.

## Přehled řad
| Řada | Díly | Premiéra v ČR  | Premiéra v ČR      |
| Řada | Díly | První díl      | Poslední díl       |
| ---- | ---- | -------------- | ------------------ |
| 1    | 13   | 31. srpna 2021 | 23. listopadu 2021 |
| 2    | 8    | 30. srpna 2022 | 25. října 2022     |
| 3    | 8    | 30. srpna 2023 | 18. října 2023     |

## Seznam dílů

### 1.řada (2021)
| Č. v pořadu | Č. v řadě | Zadavatel      | Hlavní jídlo       | Místo                | Vítěz duelu    | Premiéra v ČR \|   | Sledovanost (15+) |
| ----------- | --------- | -------------- | ------------------ | -------------------- | -------------- | ------------------ | ----------------- |
| 1           | 1         | Jan Punčochář  | Koprovka           | Farma Košík          | Přemek Forejt  | 31. srpna 2021     | 740 000           |
| 2           | 2         | Jan Punčochář  | Bujabéza           | Šumava               | Radek Kašpárek | 7. září 2021       | 567 000           |
| 3           | 3         | Radek Kašpárek | Pstruh             | Červená Lhota        | Přemek Forejt  | 14. září 2021      | 634 000           |
| 4           | 4         | Přemek Forejt  | Burgr              | Brno                 | Radek Kašpárek | 21. září 2021      | 647 000           |
| 5           | 5         | Jan Punčochář  | Křepelka           | Nové Město na Moravě | Radek Kašpárek | 28. září 2021      | 596 000           |
| 6           | 6         | Přemek Forejt  | Dančí maso         | Ztracená naděje      | Radek Kašpárek | 5. října 2021      | 605 000           |
| 7           | 7         | Radek Kašpárek | Borůvkové knedlíky | Staňkov              | Jan Punčochář  | 12. října 2021     | 586 000           |
| 8           | 8         | Přemek Forejt  | Langoš             | Náklo                | Jan Punčochář  | 19. října 2021     | 598 000           |
| 9           | 9         | Radek Kašpárek | Kyselica           | Rožnov pod Radhoštěm | Přemek Forejt  | 26. října 2021     | 675 000           |
| 10          | 10        | Radek Kašpárek | Plíčka na smetaně  | Ostrava              | Jan Punčochář  | 2. listopadu 2021  | 665 000           |
| 11          | 11        | Přemek Forejt  | Jarní závitky      | Praha                | Jan Punčochář  | 9. listopadu 2021  | 693 000           |
| 12          | 12        | Jan Punčochář  | T-bone steak       | Pálava               | Přemek Forejt  | 16. listopadu 2021 | 682 000           |
| 13          | 13        | Nikdo          | Žádné              | Mlýn Davídkov        | Nikdo          | 23. listopadu 2021 | 737 000           |

### 2.řada (2022)
| Č. v pořadu | Č. v řadě | Zadavatel      | Hlavní jídlo    | Místo           | Vítěz duelu    | Premiéra v ČR  | Sledovanost (15+) |
| ----------- | --------- | -------------- | --------------- | --------------- | -------------- | -------------- | ----------------- |
| 14          | 1         | Přemek Forejt  | Smažený sýr     | Nižbor          | Radek Kašpárek | 30. srpna 2022 | 471 000           |
| 15          | 2         | Jan Punčochář  | Srnčí maso      | Mariánské Lázně | Přemek Forejt  | 6. září 2022   | 446 000           |
| 16          | 3         | Jan Punčochář  | Halušky         | Vysoké Tatry    | Remíza         | 13. září 2022  | 457 000           |
| 17          | 4         | Přemek Forejt  | Dršťky          | Plzeň           | Jan Punčochář  | 27. září 2022  | 447 000           |
| 18          | 5         | Roman Staša    | Kapří hamburger | Tábor           | Jan Punčochář  | 4. října 2022  | 447 000           |
| 19          | 6         | Přemek Forejt  | Žemlovka        | Karlovy Vary    | Roman Staša    | 11. října 2022 | 467 000           |
| 20          | 7         | Jan Punčochář  | Jehněčí maso    | Voděrady        | Přemek Forejt  | 18. října 2022 | 475 000           |
| 21          | 8         | Radek Kašpárek | Žádné           | Havraníky       | Radek Kašpárek | 25. října 2022 | 470 000           |

### 3.řada (2023)
V této řadě se v každém díle objeví speciální host, který bude mít roli zadavatele, proti sobě se vždy utkají Přemek Forejt a Jan Punčochář. Radek Kašpárek se této řady neúčastní.
| Č. v pořadu | Č. v řadě | Zadavatel                 | Hlavní jídlo     | Místo                  | Vítěz duelu   | Premiéra v ČR  | Sledovanost (15+) |
| ----------- | --------- | ------------------------- | ---------------- | ---------------------- | ------------- | -------------- | ----------------- |
| 22          | 1         | Aleš Háma                 | Topinky          | Český Krumlov          | Jan Punčochář | 30. srpna 2023 | 291 000           |
| 23          | 2         | Ewa Farna                 | Španělský ptáček | Veverské Knínice       | Remíza        | 6. září 2023   | 351 000           |
| 24          | 3         | Robert Mikluš             | Houbová omáčka   | Frenštát pod Radhoštěm | Přemek Forejt | 13. září 2023  | 338 000           |
| 25          | 4         | Matěj Ruppert             | Tafelspitz       | Lipnice nad Sázavou    | Přemek Forejt | 20. září 2023  | 352 000           |
| 26          | 5         | Chili Ta Thuy             | Béleše           | Skanzen Rochus         | Jan Punčochář | 27. září 2023  | 365 000           |
| 27          | 6         | Halina Pawlowská          | Lečo             | Kostelec nad Ohří      | Jan Punčochář | 4. října 2023  | 345 000           |
| 28          | 7         | Roman Staša a Pavel Berky | Goja             | bude oznámeno          | Jan Punčochář | 11. října 2023 | 381 000           |
| 29          | 8         | Vojtěch Kotek             | Králičí maso     | Jistebnice             | Remíza        | 18. října 2023 | 299 000           |